# Courmont (Haute-Saône)
Pour les articles homonymes, voir Courmont.
Courmont est une commune française située dans le département de la Haute-Saône, la région culturelle et historique de Franche-Comté et la région administrative Bourgogne-Franche-Comté.

## Géographie
Courmont est située dans le nord-est de la Bourgogne-Franche-Comté, dans le département de la Haute-Saône, non loin du Territoire de Belfort et du Doubs.

### Géologie et relief
Le village est construit au cœur du Chérimont, un massif de collines boisées, l’altitude varie de 320 à 547 mètres soit un dénivelé de 227 mètres. L'essentiel du territoire communal est occupé par un massif montagneux en forme de « C » formé par la Côte Vézet (501 m) d'altitude et la Côte Vaudray (547 m, point culminant de la commune). le village est implanté dans une vallée, à l'extrémité occidental du territoire communal. D'autres hameaux sont disséminés tout autour du massif : les Terriers (au nord), la Vielle Verrière (au nord-est), les Hautes Valettes (au sud-est) et les Basses Valettes au sud-ouest.
Le bassin houiller stéphanien sous-vosgien, recouvert par un Permien épais, s’étend sur le territoire communal et aux alentours, jusqu'à Ronchamp au nord et Romagny à l'est.

Coupe du bassin houiller entre Ronchamp et Courmont, avec le puits Arthur-de-Buyer (Magny-Danigon).

### Hydrographie
Plusieurs ruisseaux principaux s'écoulent, d'est en ouest, au fond des vallées qui encerclent et délimitent la commune. Il s'agit du ruisseau des Terriers, au nord et des Valettes, au sud. Le ruisseau des Valettes rencontre le ruisseau de la Côte des Chênes au sud-ouest pour donner naissance au ruisseau de Courmont qui arrose le village, à l'ouest. Il existe plusieurs petits étangs de rétention le long de ces ruisseaux.

### Climat
Pour des articles plus généraux, voir Climat de la Bourgogne-Franche-Comté et Climat de la Haute-Saône.
En 2010, le climat de la commune est de type climat de montagne, selon une étude du Centre national de la recherche scientifique s'appuyant sur une série de données couvrant la période 1971-2000. En 2020, Météo-France publie une typologie des climats de la France métropolitaine dans laquelle la commune est exposée à un climat semi-continental et est dans la région climatique Lorraine, plateau de Langres, Morvan, caractérisée par un hiver rude (1,5 °C), des vents modérés et des brouillards fréquents en automne et hiver.
Pour la période 1971-2000, la température annuelle moyenne est de 9,8 °C, avec une amplitude thermique annuelle de 17,1 °C. Le cumul annuel moyen de précipitations est de 1 349 mm, avec 13,6 jours de précipitations en janvier et 10,5 jours en juillet. Pour la période 1991-2020, la température moyenne annuelle observée sur la station météorologique de Météo-France la plus proche, « Étobon », sur la commune d'Étobon à 5 km à vol d'oiseau, est de 10,7 °C et le cumul annuel moyen de précipitations est de 1 272,5 mm. 
La température maximale relevée sur cette station est de 38,5 °C, atteinte le 24 juillet 2019 ; la température minimale est de −18 °C, atteinte le 1er mars 2005,,.
Les paramètres climatiques de la commune ont été estimés pour le milieu du siècle (2041-2070) selon différents scénarios d'émission de gaz à effet de serre à partir des nouvelles projections climatiques de référence DRIAS-2020. Ils sont consultables sur un site dédié publié par Météo-France en novembre 2022.

## Urbanisme

### Typologie
Au 1er janvier 2024, Courmont est catégorisée commune rurale à habitat dispersé, selon la nouvelle grille communale de densité à sept niveaux définie par l'Insee en 2022.
Elle est située hors unité urbaine. Par ailleurs la commune fait partie de l'aire d'attraction de Montbéliard, dont elle est une commune de la couronne,. Cette aire, qui regroupe 137 communes, est catégorisée dans les aires de 50 000 à moins de 200 000 habitants,.

### Occupation des sols
L'occupation des sols de la commune, telle qu'elle ressort de la base de données européenne d’occupation biophysique des sols Corine Land Cover (CLC), est marquée par l'importance des forêts et milieux semi-naturels (86,8 % en 2018), une proportion identique à celle de 1990 (86,8 %). La répartition détaillée en 2018 est la suivante : 
forêts (86,8 %), zones agricoles hétérogènes (13,2 %). L'évolution de l’occupation des sols de la commune et de ses infrastructures peut être observée sur les différentes représentations cartographiques du territoire : la carte de Cassini (XVIIIe siècle), la carte d'état-major (1820-1866) et les cartes ou photos aériennes de l'IGN pour la période actuelle (1950 à aujourd'hui).

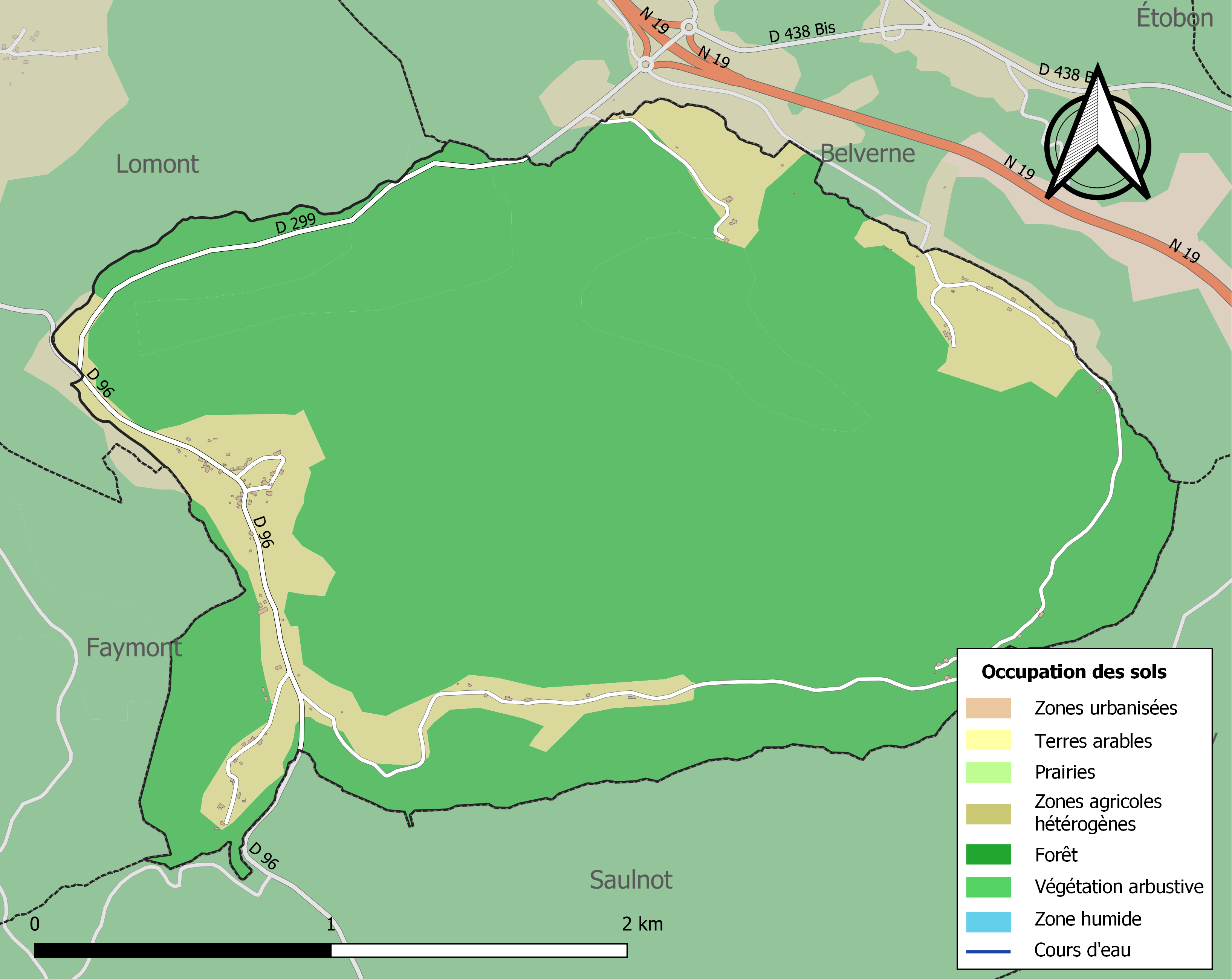
Carte des infrastructures et de l'occupation des sols de la commune en 2018 (CLC).

## Histoire

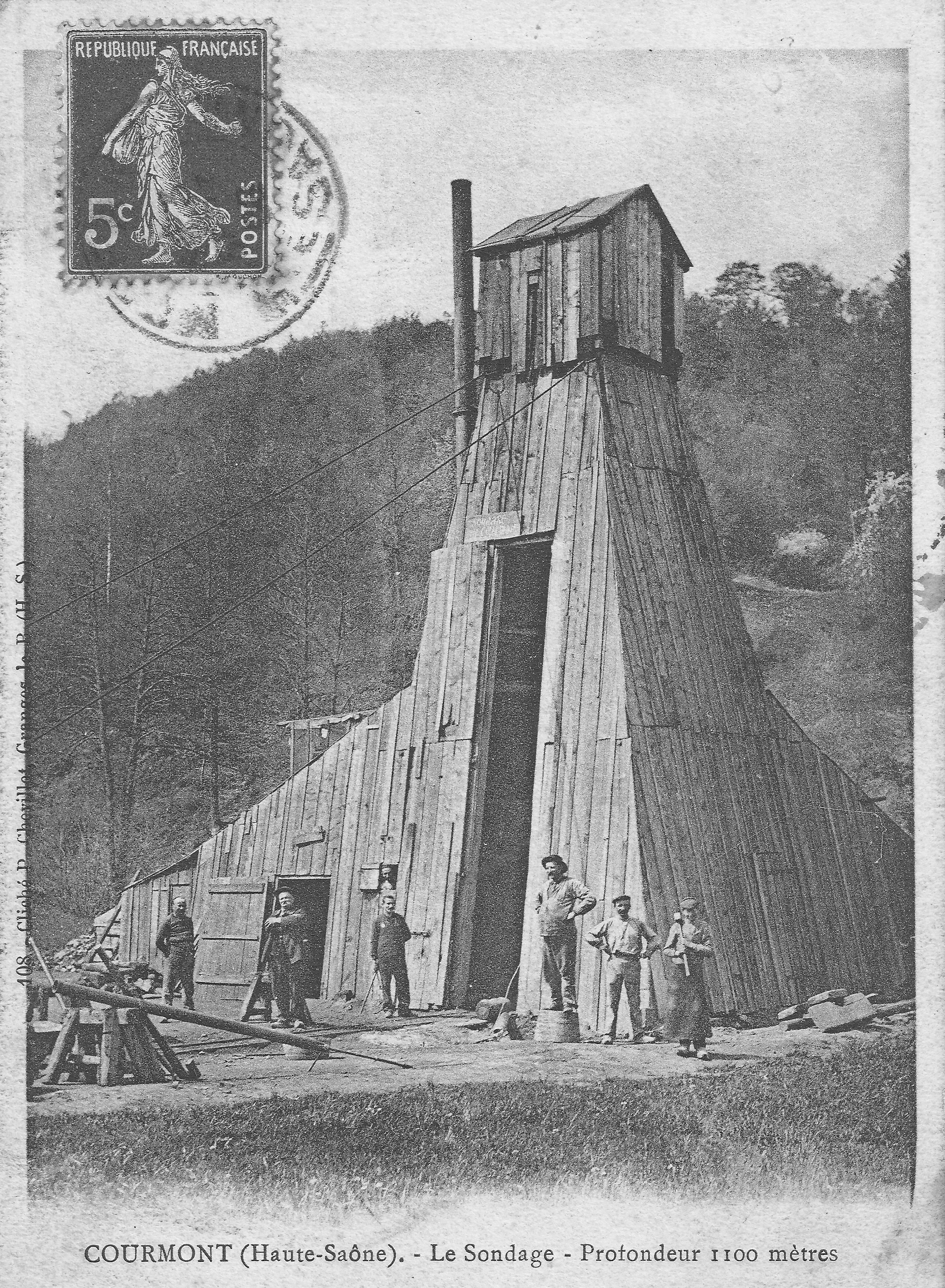
Le sondage de Courmont.

Au Moyen Âge, Courmont appartient au fief de Granges. Le village est définitivement rattaché à la France, comme l'ensemble de la Franche-Comté, en 1678, avec le traité de Nimègue.
En 1808, les communes de Courmont et Lemontot sont fusionnés avec celle de Lomont, mais Courmont retrouve son autonomie communale en 1831.
Après le creusement d'un sondage positif à Lomont et malgré un autre au résultat négatif sur la commune, une concession de 2 336 ha est accordée à la société de recherche de houille entre Montbéliard et Villersexel en 1904 pour l'exploitation d'un gisement de houille se prolongeant au sud du puits Arthur-de-Buyer, exploité par les houillères de Ronchamp. Mais il n'y eut aucune extraction de charbon. Un autre sondage est établi sur la commune, il n'a pas rencontré ce gisement,.

## Politique et administration

Carte départementale représentant en rouge la communauté de communes du Pays d'Héricourt

### Rattachements administratifs et électoraux
La commune fait partie de l'arrondissement de Lure du département de la Haute-Saône, en région Bourgogne-Franche-Comté. Pour l'élection des députés, elle fait partie de la deuxième circonscription de la Haute-Saône.
Elle était historiquement rattachée depuis la Révolution française au canton d'Héricourt. Celui-ci a été scindé en 1985 et la commune rattachée au canton de Héricourt-Ouest. Dans le cadre du redécoupage cantonal de 2014 en France, la commune fait désormais partie du Canton d'Héricourt-2

### Intercommunalité
La commune est membre de la communauté de communes du Pays d'Héricourt, intercommunalité créée au 1er janvier 2001

### Liste des maires

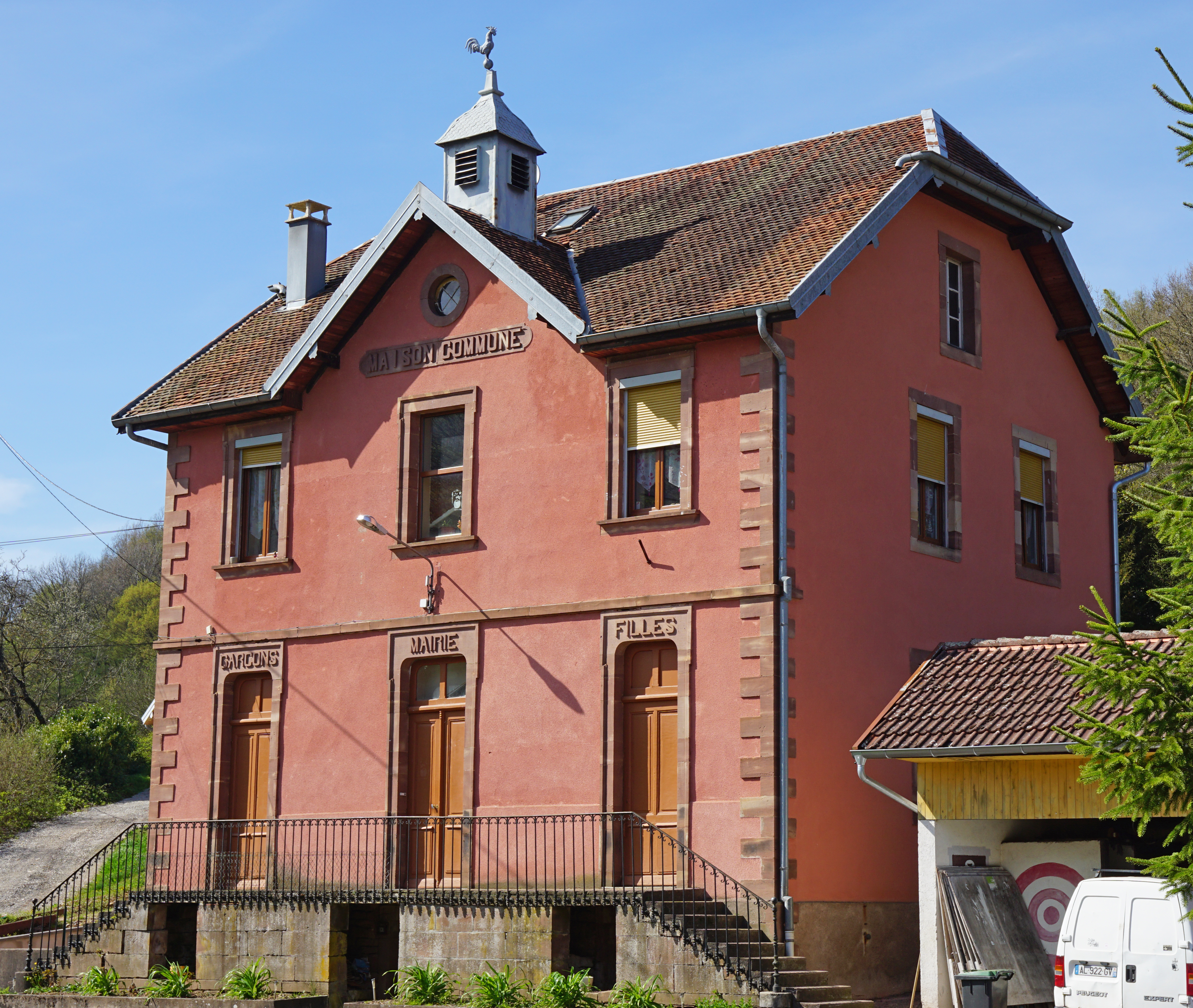
La mairie.

| Période                                  | Période                   | Identité       | Étiquette | Qualité            |
| ---------------------------------------- | ------------------------- | -------------- | --------- | ------------------ |
| Les données manquantes sont à compléter. |                           |                |           |                    |
| mars 1983                                | mai 2020                  | Jean Villani   | SE        |                    |
| mai 2020                                 | En cours (au 28 mai 2020) | Hugues Villani | SE        | Conducteur d’engin |

## Démographie
L'évolution du nombre d'habitants est connue à travers les recensements de la population effectués dans la commune depuis 1793. Pour les communes de moins de 10 000 habitants, une enquête de recensement portant sur toute la population est réalisée tous les cinq ans, les populations de référence des années intermédiaires étant quant à elles estimées par interpolation ou extrapolation. Pour la commune, le premier recensement exhaustif entrant dans le cadre du nouveau dispositif a été réalisé en 2006.

En 2022, la commune comptait 120 habitants, en évolution de −6,98 % par rapport à 2016 (Haute-Saône : −1,4 %, France hors Mayotte : +2,11 %).
| 1793 | 1800 | 1806 | 1821 | 1831 | 1836 | 1841 | 1846 | 1851 |
| ---- | ---- | ---- | ---- | ---- | ---- | ---- | ---- | ---- |
| 313  | 374  | 350  | 404  | 614  | 608  | 602  | 557  | 561  |

| 1856 | 1861 | 1866 | 1872 | 1876 | 1881 | 1886 | 1891 | 1896 |
| ---- | ---- | ---- | ---- | ---- | ---- | ---- | ---- | ---- |
| 475  | 483  | 505  | 449  | 401  | 393  | 359  | 321  | 264  |

| 1901 | 1906 | 1911 | 1921 | 1926 | 1931 | 1936 | 1946 | 1954 |
| ---- | ---- | ---- | ---- | ---- | ---- | ---- | ---- | ---- |
| 220  | 248  | 194  | 137  | 125  | 127  | 140  | 102  | 134  |

| 1962 | 1968 | 1975 | 1982 | 1990 | 1999 | 2006 | 2011 | 2016 |
| ---- | ---- | ---- | ---- | ---- | ---- | ---- | ---- | ---- |
| 100  | 98   | 80   | 86   | 91   | 105  | 104  | 101  | 129  |

| 2021 | 2022 | - | - | - | - | - | - | - |
| ---- | ---- | - | - | - | - | - | - | - |
| 127  | 120  | - | - | - | - | - | - | - |

## Économie
Le village dépend économiquement des deux centres urbains de Lure et de l'agglomération d'Héricourt-Montbéliard. Ces deux pôles offrent de nombreux emplois et sont rapidement accessibles par une voie expresse passant dans ces axes à proximité de Courmont.

## Culture locale et patrimoine

### Lieux et monuments
Début 2017, la commune est « réputée sans clochers ».

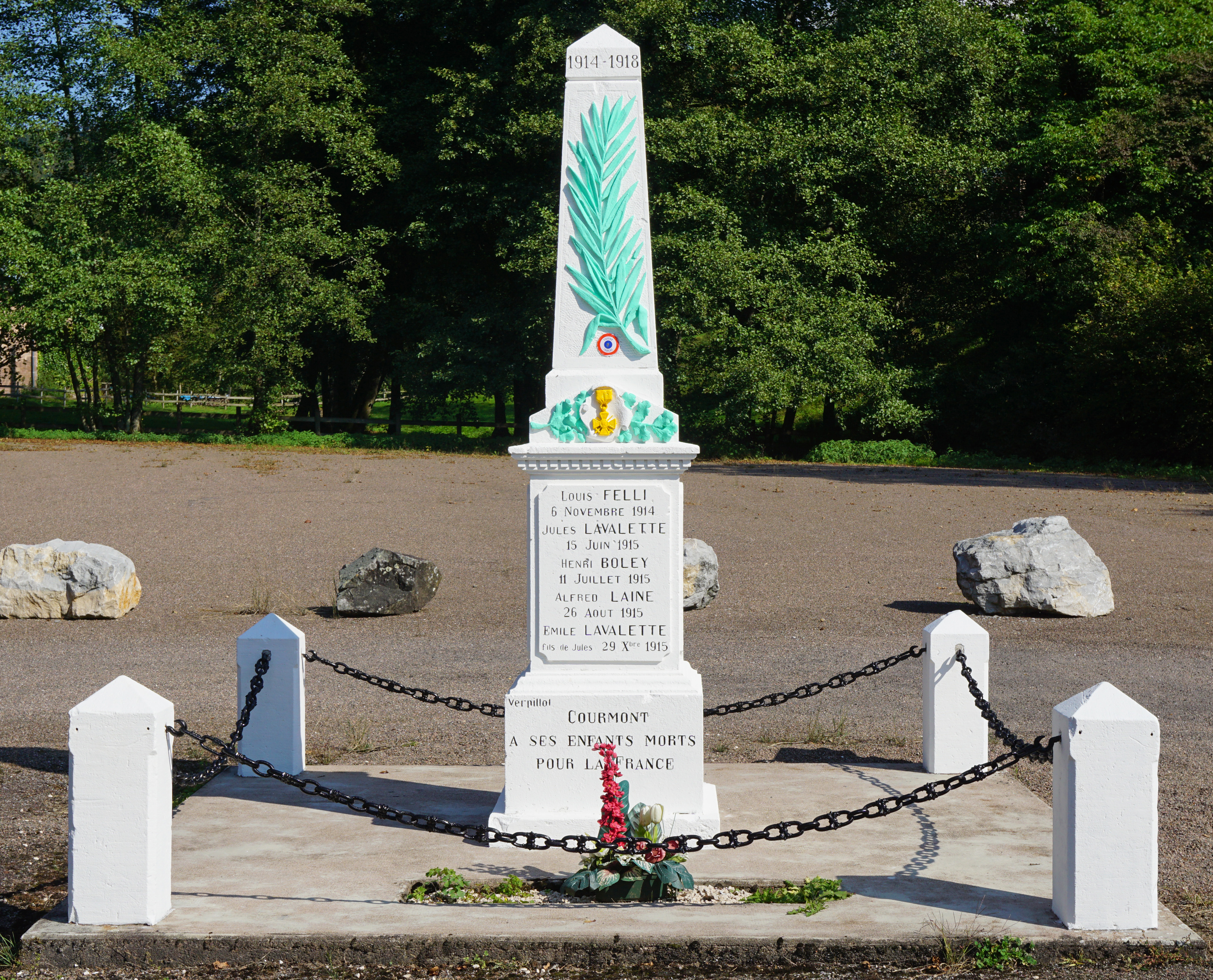
Le monument aux morts.
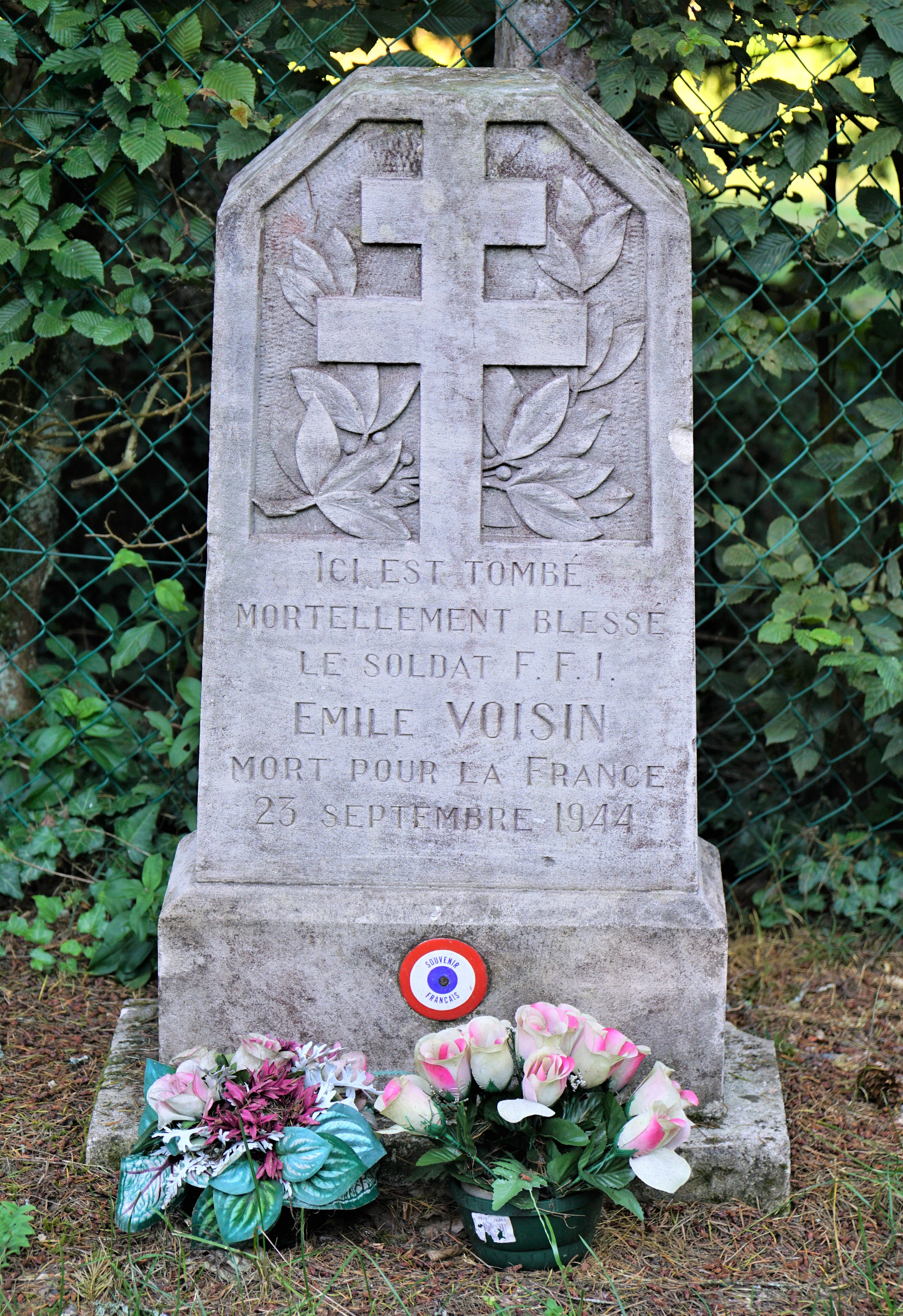
Stèle FFI au hameau des Terriers.

- Le monument aux morts.
- Stèle FFI.

## Héraldique
| Blason à dessiner | Blason  | Divisé en chevron: au 1er d'azur semé de billettes d'or, au lion couronné du même, armé de gueules et issant de la partition, au 2e d'argent au chêne de sinople, englanté du même et fûté de tenné. |
| Blason à dessiner | Détails | Le statut officiel du blason reste à déterminer. |